# 1959-es Copa América (Argentína)
1959-ben két dél-amerikai kontinenstornát rendeztek. Az argentínai rendezésű a 26. Dél-amerikai Válogatottak Bajnoksága volt, melyet március 7. és április 4-e között rendeztek. A házigazda csapat nyerte a tornát.

## Résztvevők
| - Argentína - Bolívia - Brazília - Chile | - Paraguay - Peru - Uruguay |

Ecuador és Kolumbia visszalépett.

## Eredmények
A hét részt vevő válogatott egy csoportban, körmérkőzéses formában mérkőzött meg egymással. A csoport élén végzett csapat nyerte meg a kontinensviadalt.

### Mérkőzések
| 1959. március 7. |

| Argentína                                            | 6–1   | Chile       |
| ---------------------------------------------------- | ----- | ----------- |
| Manfredini 5' 50' Callá 7' Pizzuti 17' 39' Belén 75' | (4–1) | Alvarez 25' |

| Estadio Monumental, Buenos Aires Nézőszám: 70 000 Játékvezető: Washington Rodríguez (uruguayi) |

| 1959. március 7. |

| Uruguay                                                                           | 7–0   | Bolívia |
| --------------------------------------------------------------------------------- | ----- | ------- |
| Sasía 5' Escalada 12' Guaglianone 17' Carlos Borges 60' 65' Douksas 69' Pérez 89' | (3–0) |         |

| Estadio Monumental, Buenos Aires Nézőszám: 35 000 Játékvezető: Alberto Da Gama Malcher (brazil) |

| 1959. március 10. |

| Brazília          | 2–2   | Peru              |
| ----------------- | ----- | ----------------- |
| Didì 24' Pelé 48' | (1–0) | Seminario 59' 77' |

| Estadio Monumental, Buenos Aires Nézőszám: 45 000 Játékvezető: Carlos Robles (chilei) |

| 1959. március 11. |

| Paraguay      | 2–1   | Chile                     |
| ------------- | ----- | ------------------------- |
| Aveiro 8' 14' | (2–1) | L. Sánchez 34' (11-esből) |

| Estadio Monumental, Buenos Aires Nézőszám: 45 000 Játékvezető: Luis Ventre (argentin) |

| 1959. március 11. |

| Argentína             | 2–0   | Bolívia |
| --------------------- | ----- | ------- |
| Corbatta 2' Callá 79' | (1–0) |         |

| Estadio Monumental, Buenos Aires Nézőszám: 45 000 Játékvezető: Carlos Robles (chilei) |

| 1959. március 14. |

| Peru                                          | 5–3   | Uruguay                           |
| --------------------------------------------- | ----- | --------------------------------- |
| Loayza 27' 45' 86' Joya 54' Gómez Sánchez 69' | (2–2) | Demarco 17' Sasía 40' Douksas 76' |

| Estadio Monumental, Buenos Aires Nézőszám: 40 000 Játékvezető: Carlos Robles (chilei) |

| 1959. március 15. |

| Paraguay                                 | 5–0   | Bolívia |
| ---------------------------------------- | ----- | ------- |
| Ré 1' 21' 50' I. Sanabria 11' Aveiro 50' | (3–0) |         |

| Estadio Monumental, Buenos Aires Nézőszám: 40 000 Játékvezető: Alberto Da Gama Malcher (brazil) |

| 1959. március 15. |

| Brazília              | 3–0   | Chile |
| --------------------- | ----- | ----- |
| Pelé 43' 45' Didì 89' | (2–0) |       |

| Estadio Monumental, Buenos Aires Nézőszám: 40 000 Játékvezető: Alberto Tejada (perui) |

| 1959. március 18. |

| Uruguay                          | 3–1   | Paraguay   |
| -------------------------------- | ----- | ---------- |
| Demarco 2' Douksas 37' Sasía 85' | (2–0) | Aveiro 77' |

| Estadio Monumental, Buenos Aires Nézőszám: 70 000 Játékvezető: Carlos Robles (chilei) |

| 1959. március 18. |

| Argentína                                            | 3–1   | Peru       |
| ---------------------------------------------------- | ----- | ---------- |
| Corbatta 18' (11-esből) Sosa 42' Benítez 78' (öngól) | (2–0) | Loayza 51' |

| Estadio Monumental, Buenos Aires Nézőszám: 70 000 Játékvezető: Alberto Da Gama Malcher (brazil) |

| 1959. március 21. |

| Brazília                                 | 4–2   | Bolívia              |
| ---------------------------------------- | ----- | -------------------- |
| Pelè 16' Paulo Valentim 18' 26' Didì 89' | (3–2) | Alcón 12' García 22' |

| Estadio Monumental, Buenos Aires Nézőszám: 25 000 Játékvezető: Luis Ventre (argentin) |

| 1959. március 21. |

| Chile     | 1–1   | Peru       |
| --------- | ----- | ---------- |
| Tovar 77' | (0–1) | Loayza 12' |

| Estadio Monumental, Buenos Aires Nézőszám: 50 000 Játékvezető: Washington Rodríguez (uruguayi) |

| 1959. március 22. |

| Argentína                     | 3–1   | Paraguay   |
| ----------------------------- | ----- | ---------- |
| Corbatta 15' Sosa 63' Cap 69' | (1–1) | Parodi 36' |

| Estadio Monumental, Buenos Aires Nézőszám: 50 000 Játékvezető: Carlos Robles (chilei) |

| 1959. március 26. |

| Chile                                         | 5–2   | Bolívia         |
| --------------------------------------------- | ----- | --------------- |
| M. Soto 7' 42' J. Soto 17' 51' L. Sánchez 89' | (3–1) | Alcócer 25' 76' |

| Estadio Monumental, Buenos Aires Nézőszám: 70 000 Játékvezető: Luis Ventre (argentin) |

| 1959. március 26. |

| Brazília                   | 3–1   | Uruguay      |
| -------------------------- | ----- | ------------ |
| Paulo Valentim 62' 80' 89' | (0–1) | Escalada 36' |

| Estadio Monumental, Buenos Aires Nézőszám: 70 000 Játékvezető: Carlos Robles (chilei) |

| 1959. március 29. |

| Peru | 0–0 | Bolívia |
| ---- | --- | ------- |
|      |     |         |

| Estadio Monumental, Buenos Aires Nézőszám: 40 000 Játékvezető: Washington Rodríguez (uruguayi) |

| 1959. március 29. |

| Brazília                        | 4–1   | Paraguay  |
| ------------------------------- | ----- | --------- |
| Pelé 25' 60' 63' Chinesinho 35' | (2–1) | Parodi 4' |

| Estadio Monumental, Buenos Aires Nézőszám: 40 000 Játékvezető: Carlos Robles (chilei) |

| 1959. március 30. |

| Argentína                  | 4–1   | Uruguay     |
| -------------------------- | ----- | ----------- |
| Belén 15' 60' Sosa 55' 80' | (1–0) | Demarco 85' |

| Estadio Monumental, Buenos Aires Nézőszám: 80 000 Játékvezető: Isidro Ramírez (paraguayi) |

| 1959. április 2. |

| Paraguay       | 2–1   | Peru              |
| -------------- | ----- | ----------------- |
| Aveiro 32' 68' | (1–0) | Gómez Sánchez 51' |

| Estadio Monumental, Buenos Aires Nézőszám: 5 000 Játékvezető: Alberto Da Gama Malcher (brazil) |

| 1959. április 2. |

| Chile      | 1–0   | Uruguay |
| ---------- | ----- | ------- |
| Moreno 88' | (0–0) |         |

| Estadio Monumental, Buenos Aires Nézőszám: 5 000 Játékvezető: Alberto Tejada (perui) |

| 1959. április 4. |

| Argentína   | 1–1   | Brazília |
| ----------- | ----- | -------- |
| Pizzuti 40' | (1–0) | Pelé 58' |

| Estadio Monumental, Buenos Aires Nézőszám: 85 000 Játékvezető: Carlos Robles (chilei) |

### Végeredmény
A hazai csapat eltérő háttérszínnel kiemelve.
| Helyezés | Nemzet    | M | Gy | D | V | G+ | G– | Gk  | P  |
| -------- | --------- | - | -- | - | - | -- | -- | --- | -- |
| Arany    | Argentína | 6 | 5  | 1 | 0 | 19 | 5  | +14 | 11 |
| Ezüst    | Brazília  | 6 | 4  | 2 | 0 | 17 | 7  | +10 | 10 |
| Bronz    | Paraguay  | 6 | 3  | 0 | 3 | 12 | 12 | 0   | 6  |
| 4.       | Peru      | 6 | 1  | 3 | 2 | 10 | 11 | –1  | 5  |
| 5.       | Chile     | 6 | 2  | 1 | 3 | 9  | 14 | –5  | 5  |
| 6.       | Uruguay   | 6 | 2  | 0 | 4 | 15 | 14 | +1  | 4  |
| 7.       | Bolívia   | 6 | 0  | 1 | 5 | 4  | 23 | –19 | 1  |

| Az 1959-es, argentínai rendezésű Dél-amerikai Válogatottak Bajnoksága győztese |
| ------------------------------------------------------------------------------ |
| ARGENTÍNA 12. cím                                                              |

### Gólszerzők
| 8 gólos - Pelé 6 gólos - José Raúl Aveiro 5 gólos - Paulo Valentim - Miguel Loayza 4 gólos - Héctor Rubén Sosa 3 gólos - Raúl Oscar Belén - Oreste Omar Corbatta - Juan José Pizzuti - Didì - Cayetano Ré | 3 gólos (folytatás) - Héctor Demarco - Vladas Douksas - José Francisco Sasía 2 gólos - Pedro Eugenio Callá - Pedro Manfredini - Máximo Alcócer - Leonel Sánchez - Juan Soto - Mario Soto - Silvio Parodi - Oscar Gómez Sánchez - Juan Seminario - Carlos Borges - Guillermo Escalada | 1 gólos - Vladislao Wenceslao Cap - Ausberto García - Ricardo Alcón - Chinesinho - Luis Hernán Alvarez - Mario Moreno - Armando Tovar - Ildefonso Sanabria - Juan Víctor Joya - Víctor Homero Guaglianone - Domingo Salvador Pérez öngólos - Víctor Morales Benítez ( Argentína ellen) |

## Külső hivatkozások
- 1959 South American Championship